# Coccoloba colombiana
Coccoloba colombiana är en slideväxtart som beskrevs av Howard. Coccoloba colombiana ingår i släktet Coccoloba och familjen slideväxter. Inga underarter finns listade i Catalogue of Life.